# Manes (Lidia)
Manes (en griego antiguo: Μάνης, Mánes) es una figura legendaria del II milenio a. C., de quien Heródoto, en su libro I de sus Historias, atestigua que fue uno de los primeros reyes de Lidia, entonces probablemente conocida como Meonia.
Dice que los lidios tienen costumbres muy similares a las de los griegos, con la excepción de que prostituyen a sus hijas. Fueron los primeros hombres, que se sepa, que acuñaron y utilizaron monedas de oro y plata y los primeros en comerciar al por menor. También dicen que el rey Atis era hijo de Manes. Según la mayoría de los griegos, Libia tiene ese nombre por Libia, una mujer originaria de esa zona, en tanto que Asia recibe esa denominación por la esposa de Prometeo. Los lidios, sin embargo, reivindican como propio ese nombre, alegando que Asia se llama así por Asies, hijo de Cotis y nieto de Manes.
 

Según Dionisio de Halicarnaso, en la mitología griega aparece como hijo de Zeus y de Gea:
«El primer rey de esta tierra, hijo de Zeus y Gea, fue Manes; de éste y Calírroe, la hija de Océano, nació Cotis, que casándose con Halia, hija de Tilo, el nacido de la tierra, tuvo dos hijos, Asies y Atis; de Atis y Calitea, la hija de Coreo, nacieron Lido y Tirreno».
Luciano dice, en cambio, dice que Manes en realidad se trataba de una deidad anatólica.